# Cloche d'or
La Cloche d'or est un lieu-dit de la ville de Luxembourg situé dans le quartier de Gasperich.

## Historique
Au IIIe siècle, il y a une cour romaine à cet endroit.
En 1684, lors du siège de la forteresse de Luxembourg, le roi de France, Louis XIV et ses soldats y établissent leur campement.
Dans une rue adjacente, Un hôtel a été ouvert sur la vieille route d'Escher, appelé Cloche d'Or, qui a donné son nom à l'ensemble du lieu. Doté d'un restaurant, d'un bowling et d'une piscine extérieure, l'hôtel est rapidement devenu une attraction touristique. Dans les années 1970, l'hôtel s’est développé en une zone industrielle, avec une deuxième phase de développement en 1985 au cours de laquelle l’hôtel a été démoli.
Depuis le milieu des années 2010, de nouveaux appartements, des magasins, une école française, un stade ainsi qu'un grand parc ont été construits.
Bien qu'en octobre 2017, François Bausch, alors ministre du Développement durable et des Infrastructures annonce le prolongement du tramway de Luxembourg jusqu'à la Cloche d'or d’ici à la fin 2021, cette extension nécessite de nouvelles infrastructures et des travaux complexes attendus autour du futur Stade de Luxembourg et le long de Bonnevoie — notamment le pont Büchler enjambant les rails entre le quartier de la Gare et Bonnevoie. Le réseau reliera la Cloche d'or au Findel « pour fin 2022 » a ainsi annoncé la porte-parole du ministère du Développement durable et des Infrastructures (MDDI), Dany Frank en novembre 2018. Quant à lui, Robert Biel, chef de la division des travaux neufs des Ponts et chaussées, interrogé par le magazine économique et financier Paperjam News précise néanmoins que l'achèvement des travaux pour desservir la Cloche d'or ne sera pas effectif avant 2023.
En octobre 2019, groupe Edmond-de-Rothschild annonce que ses activités au Luxembourg seront rassemblées d'ici un an au sein du bâtiment Dyapason dans la rue Robert Stümper à la Cloche d'or. L’immeuble étant la propriété du groupe Foyer, le groupe bancaire suisse y louera une surface de 10 000 m2 pour 550 personnes.